# Stopplaats Zoeterwoude
Stopplaats Zoeterwoude is een voormalige stopplaats aan de Nederlandse spoorlijn Woerden - Leiden, destijds aangelegd door de Spoorweg-Maatschappij Leiden-Woerden en geëxploiteerd door de Nederlandsche Rhijnspoorweg-Maatschappij (NRS). Het station lag ten noordoosten van Zoeterwoude-Dorp en ten zuiden van Zoeterwoude-Rijndijk, nabij de spoorbrug over de Weipoortse Vliet. Aan de spoorlijn werd de stopplaats voorafgegaan door halte Hazerswoude-Koudekerk en gevolgd door station Leiden. Van 1903 tot en met 1919 was het navolgende spoorweghalte stopplaats Leiden Witte Poort.
0,0: Woerden ·
3,7: Waarder ·
9,2: Bodegraven ·
12,4: Zwammerdam ·
17,4: Alphen a/d Rijn ·
22,4: Hazerswoude-Koudekerk ·
26,8: Zoeterwoude ·
30,0: Leiden Lammenschans ·
31,5: Leiden Witte Poort ·
32,5: Leiden Centraal
Alphen a/d Rijn ·
Arkel · 
Barendrecht · 
Bodegraven · 
Boskoop · 
-Snijdelwijk · 
Boven Hardinxveld · 
Capelle Schollevaar · 
De Vink · 
Delft · 
-Campus · 
Den Haag:
-Centraal · 
-HS ·
-Laan van NOI · 
-Mariahoeve · 
-Moerwijk · 
-Ypenburg · 
Dordrecht · 
-Stadspolders ·
-Zuid ·
Gorinchem · 
Gouda · 
-Goverwelle · 
Hardinxveld:
-Blauwe Zoom · 
-Giessendam · 
Hillegom · 
Lansingerland-Zoetermeer · 
Leiden:
-Centraal · 
-Lammenschans · 
Nieuwerkerk a/d IJssel · 
Rijswijk · 
Rotterdam:
-Alexander · 
-Blaak · 
-Centraal · 
-Lombardijen · 
-Noord · 
-Stadion · 
-Zuid · 
Sassenheim · 
Schiedam Centrum · 
Sliedrecht · 
-Baanhoek · 
Voorburg · 
Voorhout · 
Voorschoten ·
Waddinxveen · 
-Noord ·
-Triangel ·
Zoetermeer · 
-Oost · 
Zwijndrecht
Geplande stations:
Gorinchem Noord · Hazerswoude-Koudekerk · Schiedam Kethel
Voormalige stations: zie de lijst van voormalige spoorwegstations in Zuid-Holland